# Daniel Gillès
Daniel Gillès, nome completo: Daniel Gillès de Pélichy (Bruges, 1917 – 1981), è stato un critico letterario e scrittore belga, noto per le sue biografie su Lev Tolstoj, D. H. Lawrence e Anton Čechov, oltre che come autore di romanzi.